# Batkén
Batkén (en kirguís, Баткен) és una ciutat de l'oest del Kirguizstan, capital de la província que duu el seu nom.

## Dades
La ciutat ocupa una superfície de 51,8 km2, està dividida en sis districtes i la seva població, el 2004, era de 23.335 habitants. Malgrat les 14 nacionalitats presents en el cens, com és típic de la regió de l'Àsia central, els kirguisos representen el 99,5% del total.
L'altitud mitjana sobre el nivell del mar de la ciutat és de 1.036 m i el seu clima és calent i sec a l'estiu i fred a l'hivern.
El seu desenvolupament econòmic i social és força precari. La seva situació llunyana de les zones industrials del país ha impedit el seu progrés, hi ha uns alts índexs d'emigració i d'atur i les infraestructures urbanes estan molt deteriorades.

## Història
L'establiment administratiu de Batkén fou creat el 1934 al centre de la regió del mateix nom, a la zona kuirguís de la vall de Ferganà. El 1999 es va instituir la província de Batkén i el 2000, la població va rebre la categoria de ciutat.